# Luis Bermejo Prieto
Luis Bermejo Prieto (Madrid, 30 de novembre de 1969) és un actor espanyol format a l'escola de Cristina Rota.El 2009 va obtenir una nominació als Premis Goya a la categoria d'actor revelació per la pel·lícula Una palabra tuya. i una altra als Premis Goya 2015 al millor actor protagonista per la pel·lícula Magical Girl.
Luís va debutar com a actor al món de les sèries de televisió amb Maneras de sobrevivir participant en set dels capítols de la sèrie. Com a segon treball relacionat amb les sèries va aparèixer a Compañeros l'any 1998 participant en 2 capítols de la sèrie. Entre els últims treballs de televisió de Luis Bermejo, figuren les sèries: Lex, Tierra de lobos, Hospital Central, La família Mata i El síndrome de Ulises
També ha destacat en altres àmbits al marge de les sèries de televisió com són els films El otro lado de la cama (2002) i Días de futbol (2003)
Al teatre ha interpretat l'obra anomenada "Penúmbra".

## Cinema
- Una palabra tuya (2008).... Padre Lorenzo:Dirigida per Ángeles González-Sinde / repartiment: Malena Alterio, Esperanza Pedreño, Antonio de la Torre Martín, María Alfonsa Rosso
- La soledad (2007).... Alberto: Dirigida per Jaime Rosales /Repartiment: Petra Martínez, Sonia Almarcha, Nuria Mencía, Miriam Correa
- Días de cine (2007).... Manolo Castaño: Dirigida per David Serrano /Repartiment: Alberto San Juan, Nathalie Poza, Miguel Rellán, Fernando Tejero
- El mundo alrededor (2006): Dirigida per Álex Calvo-Sotelo /Repartiment: Antonio Molero, Críspulo Cabezas, Óscar Sánchez Zafra, Elena Seguí
- Días de fútbol (2003).... Miguel:Dirigida per David Serrano /Repartiment: Alberto San Juan, Ernesto Alterio, Natalia Verbeke, Pere Ponce

## Televisió
- Tierra de lobos (2010)... El doctor
- Lex (2008)... Antonio
- Hospital central (2008) (1 episodi)
- La familia Mata (2008) (1 episodi)
- El síndrome de Ulises (2007)... Santi Alameda
- Hermanos y detectives (2007) (3 episodis)
- Cuenta atrás (2007) (1 episodi)
- Tirando a dar (2006)... Adolfo
- Motivos personales (2005) (1 episodi)
- Maneras de sobrevivir (2005)... Jesús
- Al filo de la ley (2005)
- El comisario (2000/02) (3 episodis)
- 7 vidas (2001)... Eusebio
- Policias en el corazón de la calle (2000) (4 episodis)
- Compañeros (1998/2000) (2 episodis)
- Periodistas (2000) (1 episodi)
- Allí abajo Madre de Carmen (María Leon)

## Teatre
- El Mesías Steven Berkoff, dir. José Luis Gómez (2001/02)
- El fin de los sueños d'Alberto San Juan, dir. Andrés Lima (2000/01)
- La devoción de la cruz de Calderón de la Barca, dir. Carlos Alandro (2001)
- Las manos de Yolanda Pallín i José Ramón Fernández, dir. J. Yagüe (1998/2000)
- Los caballeros d'Aristófanes, dir. Concha g. Rodero (1998/2000)
- Qué te importa que te ame d'Alberto San Juan, dir. Andrés Lima (1997)
- De ratones y hombres de J. Steinbeck, dir. Cristina Rota (1996)
- Esperando al zurdo de C. Odetts, Dir. Cristina Rota (1995)
- Litel de Luis M. Seguí, dir. Cristina Rota/Eduardo Recabarren (1994)
- Lo bueno de les flores es que se marchitan pronto de S. Sinisterra, dir. C. Rota (1993)
- Larra, el último romántico amb textos de B. Brecht, dir. Vicente Cuesta (1992)
- Brecht en tiempos difíciles amb textos de B. Brecht, dir. Vicente Cuesta (1992)